# 格羅寧根車站
格羅寧根車站（荷蘭語：Station Groningen，當地又稱Hoofdstation）是荷蘭格羅寧根省格羅寧根的主要鐵路車站之一。

## 建築
格羅寧根車站啟用於1866年6月1日，第一代站房於1894年被拆除。現今使用的站房由建築師伊薩克·高沙克設計，完工於1896年。其建築風格融合了新哥特式和新文藝復興時期的元素。
2019年，由荷蘭鐵路舉行「2019年荷蘭最美火車站」評選，全荷蘭共有8個火車站入圍決賽。此次約有10,000名荷鐵乘客通過社交媒體參與投票；最終格羅寧根站以33%的得票率奪得第一名。法爾肯堡車站與鹿特丹中央車站則分別以16%及14%的得票率位居二、三名。其他入圍的5座車站分別為（未按照排名）阿姆斯特丹中央車站、阿姆斯特丹阿姆斯特爾車站、海牙荷蘭車站、埃因霍温中央車站及烏特勒支中央車站。
在海牙的馬德羅丹小人國公園有一座以1:25製作的格羅寧根車站模型。

## 目的地
格羅寧根車站（由荷蘭鐵路和爱瑞发營運）可通往荷蘭大多數的主要城市。
直達地有：
- 茲沃勒、阿默斯福特、希爾弗瑟姆（Hilversum）、阿姆斯特丹南站與史基浦機場：荷蘭鐵路
- 茲沃勒、阿默斯福特、烏特勒支、豪達（Gouda）與海牙：荷蘭鐵路
- 呂伐登：爱瑞发
- 霍赫贊德-薩珀梅爾、溫斯霍滕、德國萊爾（Leer）：爱瑞发
- Roodeschool（英语：Roodeschool）和代爾夫宰爾：爱瑞发
- 爱瑞发計畫在2009年至2010年開始營運往芬丹的路線。

## 圖片集
- 車站入口處
- 候車大廳
- 大廳天花板的裝飾
- 月台
- 位於海牙馬德羅丹小人國公園的格羅寧根車站模型。

## 外部連結
- 格羅寧根車站 （页面存档备份，存于）（於荷蘭鐵路官網）